# Águas Vermelhas
Águas Vermelhas (literalmente Aguas Rojas) es un municipio brasileño del estado de Minas Gerais.
Fue fundada el 30 de diciembre de 1962 y su población estimada en 2019 era de 13.539 habitantes.

## Carreteras
- BR-116